# Апостолос Дзидзикостас
Апостолос-Йоанис Георгиу Дзидзикостас (на гръцки: Απόστολος-Ιωάννης Γεώργιου Τζιτζικώστας) е гръцки политик, депутат от Солун от Нова демокрация, управител на област Централна Македония.

## Биография
Роден е в 1978 година в Солун, но по произход е от македонското солунско село Кангалич (на гръцки Врахия). Син е на политика Георгиос Дзидзикостас от Нова демокрация. Завършва политически науки, международни отношения и дипломация в Джорджтаунския университет във Вашингтон, САЩ. Работи в кабинета на председателя на комисията по външни работи на Конгреса. Завършва магистратура по публична администрация и икономика в Университетски колеж Лондон. Работи в компанията за млечни продукти „Агроктима Врахияс“ от 2001 до 2007 г.
От 2005 до септември 2007 година е председател на солунския филиал на либералния тинктанк Център за политически изследвания и комуникации. Член е на Обществото за македонски изследвания, Гръцкия червен кръст и на спортния клуб Солунското християнско младежко братство.
На изборите на 16 септември 2007 година е избран за депутат от I Солунски избирателен район. Избран е за секретар на парламента. На местните избори на 14 ноември 2010 година е избран за заместник областен управител в Солун. На 5 януари 2013 година замества Панайотис Псомиадис като областен управител в Солун.